# Кача — етап історії вітчизняної авіації (монета)
«Ка́ча — ета́п істо́рії вітчизня́ної авіа́ції» — ювілейна монета номіналом 5 гривень, випущена Національним банком України. Присвячена 100-річчю від дня заснування смт Качі м. Севастополя, яке по праву вважається колискою авіації, де сформувалися перші правила льотної справи, були підготовлені перші вітчизняні висококваліфіковані кадри для авіації, піднімалися у небо перші бойові літаки, здійснювалися фігури вищого пілотажу тощо.
Монету введено до обігу 22 листопада 2012 року. Вона належить до серії «Інші монети».

## Опис та характеристики монети
| Номінал грн. | Метал      | Маса, грам | Діаметр, мм. | Якість виготовлення       | Гурт     | Тираж, штук |
| ------------ | ---------- | ---------- | ------------ | ------------------------- | -------- | ----------- |
| 5            | нейзильбер | 16,54      | 35           | спеціальний анциркулейтед | рифлений | 20 000      |

### Аверс
На аверсі монети розміщено: угорі малий Державний Герб України і напис півколом — «НАЦІОНАЛЬНИЙ БАНК УКРАЇНИ», ліворуч рік карбування монети — «2012», під яким логотип Монетного двору Національного банку України, у центрі зображено герб Качі, праворуч на тлі мапи аеродрому напис — «5 ГРИВЕНЬ».

### Реверс
На реверсі монети зображено символічну композицію — на тлі зірок людина з крилами на витягнутих руках тримає літак, унизу напис — «КАЧА  — ЕТАП ІСТОРІЇ/ВІТЧИЗНЯНОЇ АВІАЦІЇ».

## Автори

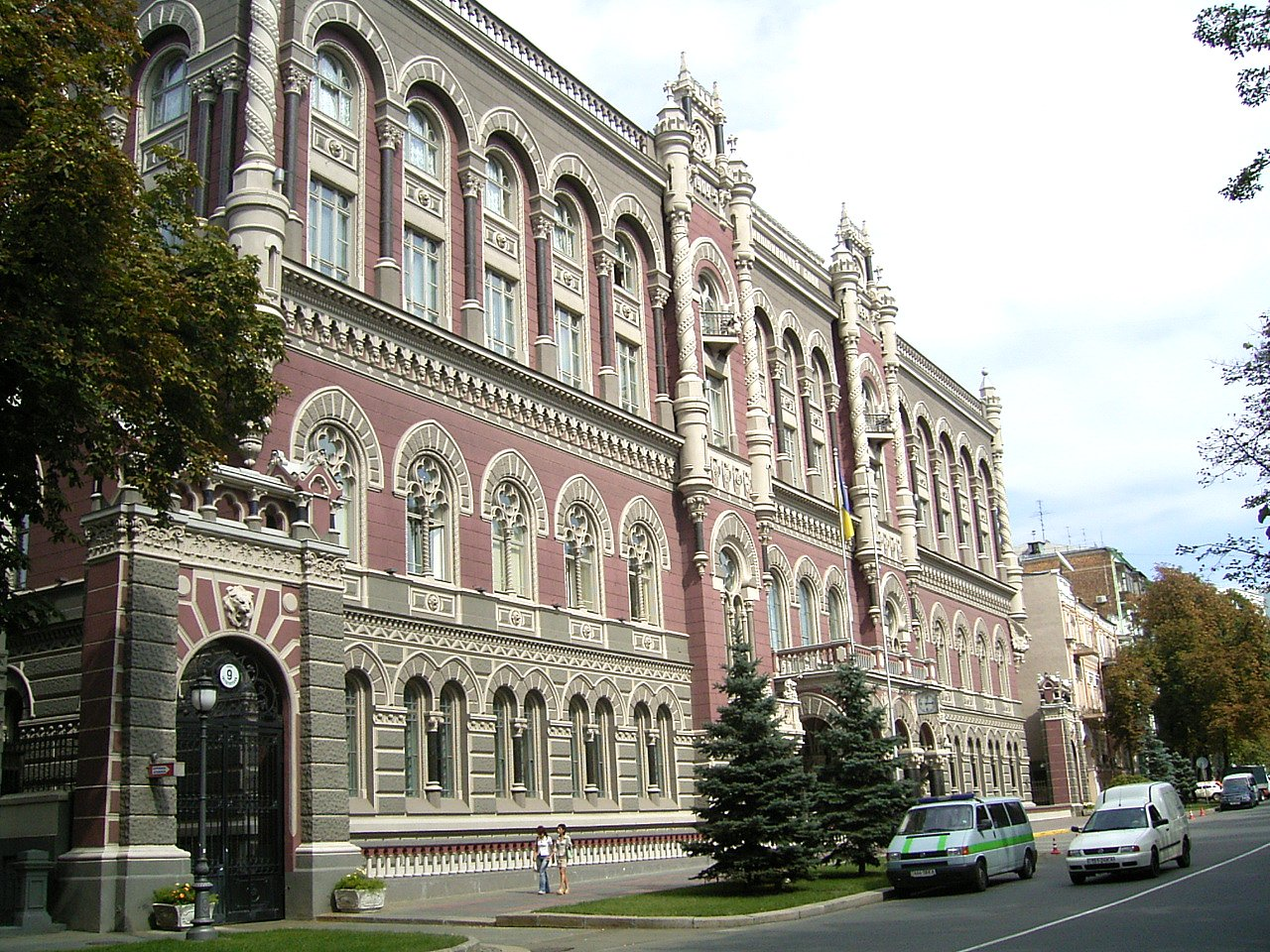
Будівля Національного банку України

- Художники: Таран Володимир, Харук Олександр, Харук Сергій.
- Скульптори: Володимир Атаманчук, Володимир Дем'яненко.

## Вартість монети
Під час введення монети до обігу в 2012 році, Національний банк України реалізовував монету через свої філії за ціною 20 гривень.
Фактична приблизна вартість монети, з роками змінювалася так:
| Рік        | 2013 | 2014 | 2015 | 2016 | 2017 | 2018 | 2019 | 2020 | 2021 | 2022 | 2023 | 2024 | 2025 |
| ---------- | ---- | ---- | ---- | ---- | ---- | ---- | ---- | ---- | ---- | ---- | ---- | ---- | ---- |
| Ціна, грн. | 50   | 50   | 60   | 80   | 170  | 190  | 190  | 180  | 180  | 200  | 280  | 490  | 500  |